# Automeris themis
Automeris themis is een vlinder uit de familie van de nachtpauwogen (Saturniidae), onderfamilie Hemileucinae.
De wetenschappelijke naam van de soort is voor het eerst geldig gepubliceerd door Paul Dognin in 1919.